# Cadets Normands

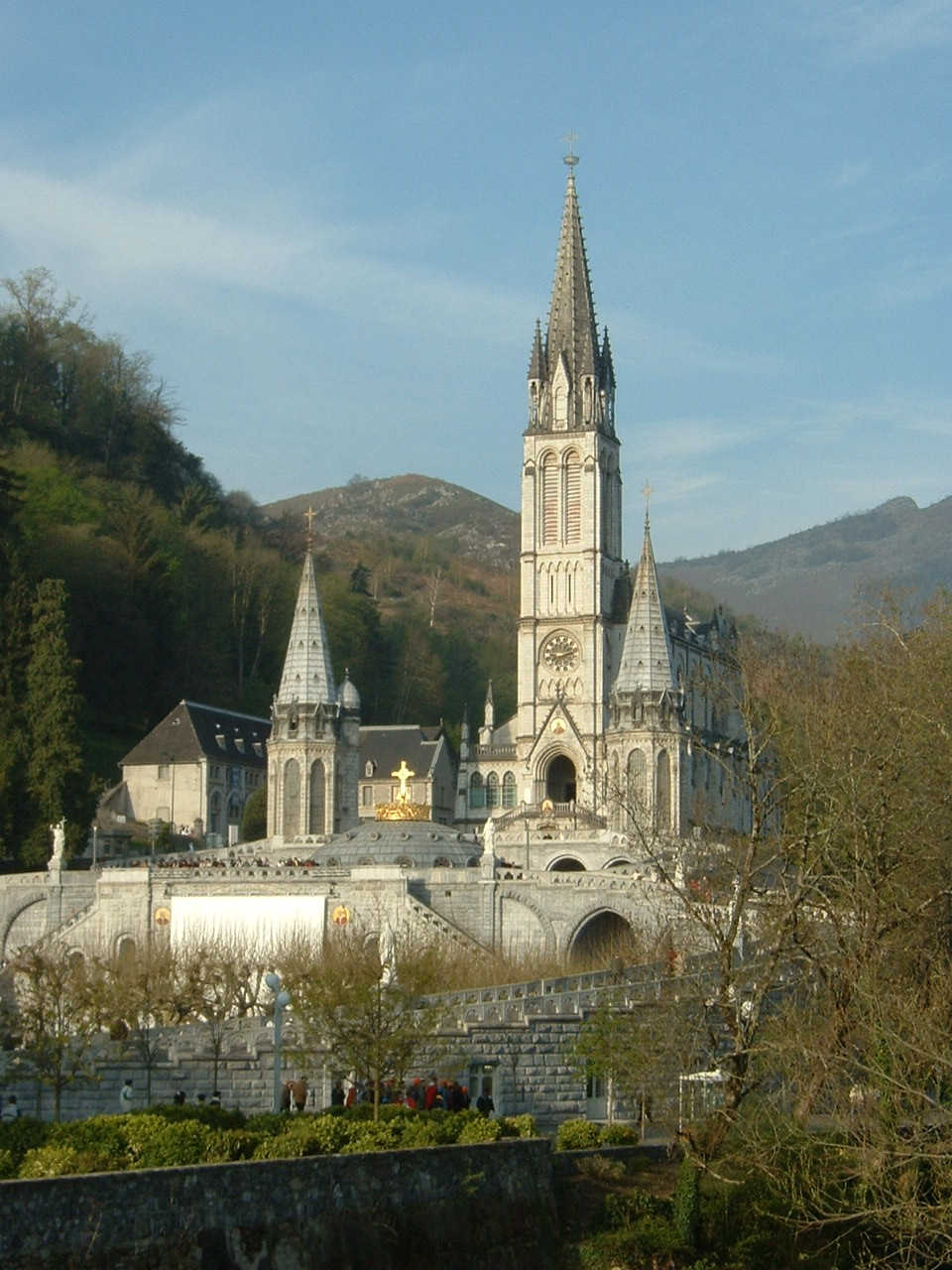
La basilique de Lourdes

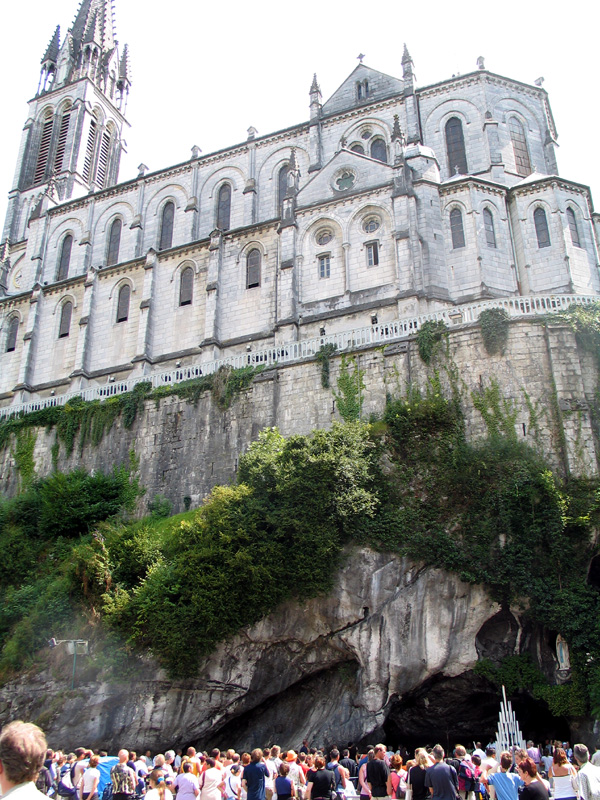
La grotte de Lourdes et la basilique

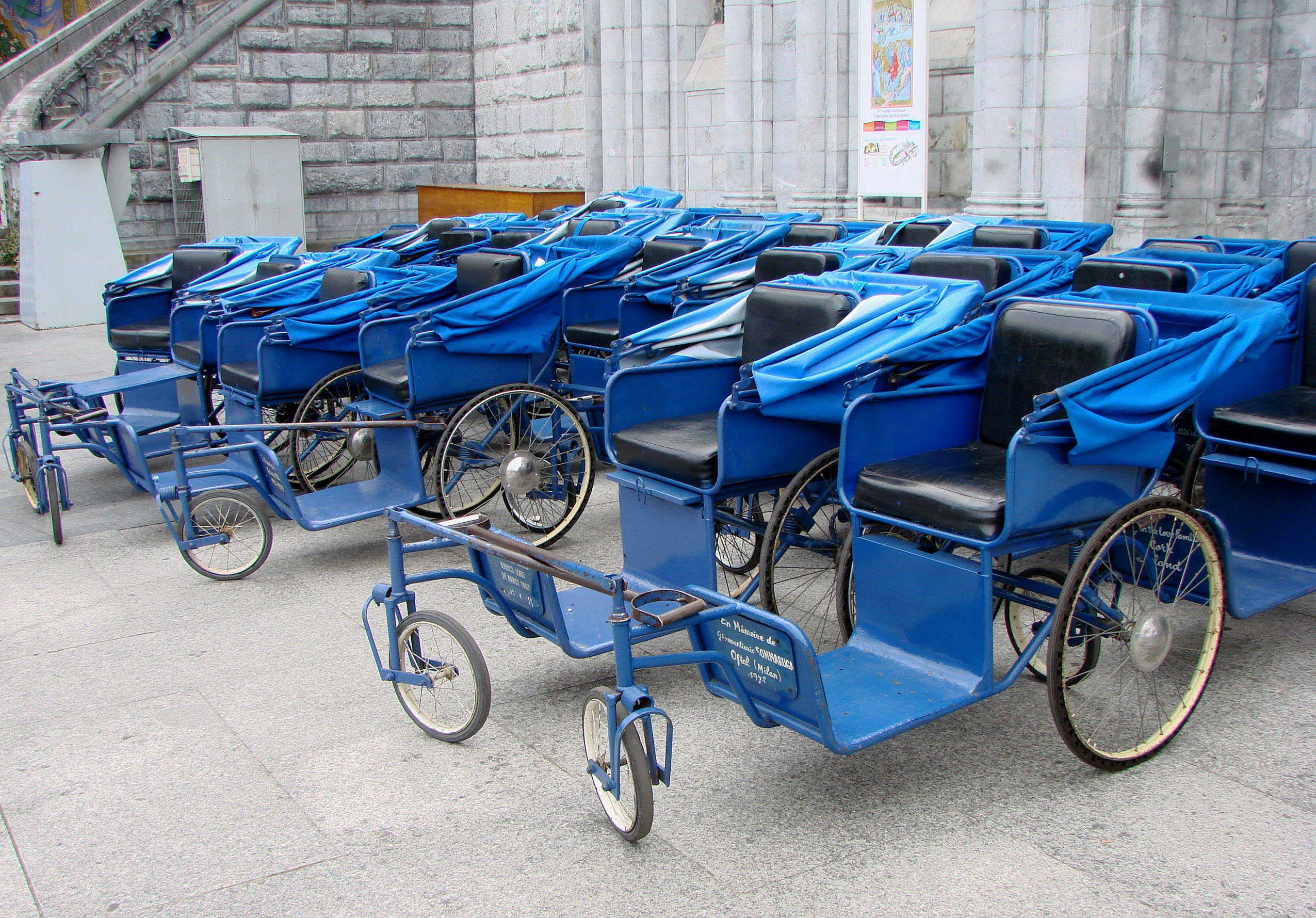
Les voitures du pèlerinage des malades

Les Cadets Normands sont un groupe d'hommes qui donnent un peu de leur temps au service de leurs frères et sœurs malades, handicapés ou âgés, à Lourdes. Ils œuvrent aux côtés des infirmières de Lourdes.

## Présentation
Créée en 1898, l’association des Cadets Normands est chargée de 112 ans d’histoire, mais a su s’adapter à son temps à chaque période de son existence. Cette association, intergénérationnelle, sans barrière sociale, où le tutoiement est de rigueur, reste en perpétuel mouvement. Derrière son histoire et ses traditions, l’association s’est dotée d’une organisation bien rodée avec le temps. Ainsi les anciens amènent leurs savoir-faire et leurs souvenirs, tandis que les jeunes partagent, avec un œil neuf, leur fougue et leur énergie.

## Devise
C’est par leur service et par leur vie qu’est née la devise des Cadets Normands « Piété, charité, sacrifice ». Cette devise est inscrite au règlement des Cadets Normands. L’article 7 de ce règlement précise que : « les Cadets doivent être convaincus que l’esprit qui doit les animer s’inspire de leur devise ».

## Engagement
Après trois ou cinq années de service, les Cadets, qui le désirent, peuvent s’engager de façon volontaire et consciente mais dans la limite de leurs possibilités.
Après trois années de service, les Cadets qui s’engagent reçoivent du président une médaille de bronze, et après cinq années, ils reçoivent une médaille d’argent. Ces médailles sont accrochées sous leurs insignes portées sur la poitrine. Elles sont le signe visible de leur engagement continu dans l'association et non la marque d'une quelconque hiérarchie.
Après onze années passées au service de leurs frères et sœurs malades, les Cadets, peuvent prononcer leur consécration : devant leurs confrères, ils demandent leur aide à la Vierge Marie par ces mots : « Après avoir servi pendant onze années au sein de l’association des Cadets Normands, je promets de poursuivre ce service durant toute ma vie en fonction de mes possibilités familiales, personnelles et physiques. Je demande à la Vierge Marie et à Sainte Bernadette de prier pour moi afin que je tienne cet engagement pour la Gloire de Dieu et le Salut du monde ».
Les Cadets d’hier comme ceux d’aujourd’hui, ont été et sont soucieux de perpétuer une tradition, dans la mémoire de ceux qui nous ont précédé sur les pas de Bernadette et le service de leurs frères et sœurs malades, dans une discipline heureuse et librement consentie. Et comme le soulignait Mgr Michel Guyard, évêque du Havre de Grâce, en préfaçant un manuel destiné au Cadets en 2004 : « Ainsi tu pourras à ton tour continuer à en transmettre l’esprit. »

## Services
À la tête de l’association, le président avec son bureau, prépare les rencontres de l’année ainsi que le point d’orgue de notre année : le pèlerinage à Lourdes.
La préparation du pèlerinage nécessite la mobilisation de diverses personnes afin de préparer au mieux logistiquement le pèlerinage : rédaction du programme, hébergement des malades, hôtellerie, transport, animation des célébrations, repas pendant le transport en train et sur place, envoi des bulletins d’inscription, gestion du matériel à embarquer à l’aller comme au retour, gestion des voitures ambulances du train Blanc (train des personnes malades et des accompagnants), gestion des équipes, Cadets de salles, médecins, infirmières diplômées d’état, équipe d’Accueil, équipe du train émeraude (le train des pèlerins valides), gestion des bâches et couvertures à l’accueil.
Sur place, Cadets et Infirmières fonctionnent en équipe, avec à leur tête un chef d’équipe. Ils assurent en lien avec l'hospitalité Notre-Dame de Lourdes les tâches suivantes :
- L’Accueil : Chaque jour une équipe se rend à l’Accueil pour se mettre à disposition des Cadets de salle et Infirmières afin d’aider les Malades pour se rendre de leurs chambres au restaurant, ou vers les ascenseurs pour se rendre aux cérémonies. Il existe également à l'Accueil un groupe de cadets plus spécialement chargé de l'écoute auprès des personnes Malades.
- Le placement et service d'ordre: Une équipe se rend en premier sur les lieux de cérémonies et aide à installer les Malades pour la cérémonie. les Sanctuaires de Lourdes sont des lieux où il passe des milliers de pèlerins par jour, il est nécessaire d'organiser au mieux les différents mouvements afin que chacun puisse trouver sa place et en premier lieu nos frères et sœurs Malades.
- Les Piscines : Chaque demi journée, une équipe se met à disposition des Hospitaliers aux piscines pour aider tous les malades et valides souhaitant mettre en application la supplique de la Vierge à Bernadette en 1858 : « Venez à la fontaine boire et vous y laver »
- Les équipes de salle : Ce sont des équipes aux fonctions particulières, qui se mettent au service, durant tout le pèlerinage des Malades à l’accueil : lever et coucher des malades, ils peuvent aider aux toilettes. Ils sont les aides « musclées » des Infirmières.
- Le service cérémonies : Pendant les processions, des personnes sont désignées pour porter fièrement nos couleurs, la Vierge des Cadets Normands, nos oriflammes. Ils se mettent à disposition des prêtres au moment de la Communion.
- Service général : Les Cadets n’ayant pas de fonction particulière, se mettent à la disposition des malades, pour les amener vers les différents lieux de cérémonies.